# Загребин, Лев Васильевич
Лев Васи́льевич Загре́бин (16 февраля 1870 — 1920) — уральский казак, участник Русско-японской, Первой мировой и Гражданской войн, генерал-майор (1918).

## Биография
Родился 16 февраля 1870 года, из казаков Илецкой станицы Уральского Казачьего Войска. В 1892 году окончил Оренбургское казачье юнкерское училище, по окончании был произведён в чин подхорунжего и получил назначение в Уральскую учебную сотню. С сентября 1893 года переведён в 1-й Уральский казачий полк, расквартированный в г.Киеве. В июле 1897 года произведён в чин сотника. В 1898 году переведён в 3-й Уральский казачий полк, расквартированный в г.Липно. В июле 1903 года произведён в чин подъесаула. Участвовал в русско-японской войне в штате 4 Уральского казачьего полка, входившего в состав Урало-Забайкальской сводной казачьей дивизии (командир дивизии — генерал П. И. Мищенко).
C января 1907 года по август 1909 года проходил службу в 1-м Уральском казачьем полку. В 1913 году окончил курс Офицерской кавалерийской школы и получил назначение в 3-й Уральский казачий полк. На начало Первой мировой войны был в чине есаула в должности командира 5-й сотни 3-го Уральского казачьего полка. С июля 1916 года — помощник командира 1-го Уральского казачьего полка по строевой части. В январе 1917 года был произведён в полковники, в марте 1917 года приказом Главнокомандующего Юго-Западного фронта генерала от кавалерии А. А. Брусилова назначен и.д. командира 1-го Уральского казачьего полка, а с июня 1917 года — назначен командиром этого же полка. После Октябрьской революции участвовал в Гражданской войне на стороне Белого движения, в составе Уральской отдельной армии.
В январе 1918 года командовал авангардом 1-го и 8-го Уральских казачьих полков, во время возвращения их с фронта на Урал и участвовал в бою с большевиками под г. Воронежем. С апреля 1918 года в районе «верховых» уральских станиц был образован Илецкий фронт (командующим был назначен полковник Загребин), войска которого начали военные действия против красных войск по линии железной дороги Ташкент-Оренбург и в Оренбургской области. Осенью 1918 года являлся начальником Илецкого оборонительного района. Постановлением Войскового Съезда № 2130 «за отличия в боях с красными, боевое руководство частями и другие заслуги» произведён 6 октября 1918 года в чин генерал-майора. С 8 октября 1918 года назначен командиром 3-й отдельной конной льготной бригады Уральской армии (12, 15 и 16 конные льготные полки). С ноября 1918 года назначен на должность командира Илецкой конной дивизии, развернутой из его бригады. В 1919 году состоял при 2-м Илецком конном казачьем корпусе Уральской армии (комкор — генерал-лейтенант В. И. Акутин).
Генерал Загребин Л. В. скончался от тифа, во время похода остатков Уральской армии к Форту Александровскому в январе-феврале 1920 года.

## Награды
- Орден Святой Анны 4 степени «За храбрость»
- Орден Святого Станислава 3 степени с мечами и бантом
- Орден Святой Анны 3 степени с мечами и бантом
- Орден Святого Станислава 2 степени с мечами
- Орден Святой Анны 2 степени с мечами
- Орден Святого Владимира 4 степени с мечами и бантом